# Ravne pri Zdolah
Ravne pri Zdolah este o localitate din comuna Krško, Slovenia, cu o populație de 182 de locuitori.